# Campionati italiani di sci alpino 1965
Ai Campionati italiani di sci alpino 1965 furono assegnati i titoli di discesa libera, slalom gigante e slalom speciale, sia maschili sia femminili.

## Risultati

### Uomini

#### Discesa libera
| Pos. | Atleta          | Nazione |
| ---- | --------------- | ------- |
| 1    | Ivo Mahlknecht  | Italia  |
| 2    | Gerhard Mussner | Italia  |
| 3    | Gildo Siorpaes  | Italia  |

#### Slalom gigante
| Pos. | Atleta             | Nazione |
| ---- | ------------------ | ------- |
| 1    | Renzo Zandegiacomo | Italia  |
| 2    | Ivo Mahlknecht     | Italia  |
| 3    | Paride Milianti    | Italia  |

#### Slalom speciale
| Pos. | Atleta           | Nazione |
| ---- | ---------------- | ------- |
| 1    | Paride Milianti  | Italia  |
| 2    | Martino Fill     | Italia  |
| 3    | Felice De Nicolò | Italia  |

### Donne

#### Discesa libera
| Pos. | Atleta                    | Nazione |
| ---- | ------------------------- | ------- |
| 1    | Giustina Demetz           | Italia  |
| 2    | Lidia Barbieri Sacconaghi | Italia  |
| 3    | Inge Senoner              | Italia  |

#### Slalom gigante
| Pos. | Atleta                    | Nazione |
| ---- | ------------------------- | ------- |
| 1    | Giustina Demetz           | Italia  |
| 2    | Inge Senoner              | Italia  |
| 3    | Lidia Barbieri Sacconaghi | Italia  |

#### Slalom speciale
| Pos. | Atleta               | Nazione |
| ---- | -------------------- | ------- |
| 1    | Marisella Chevallard | Italia  |
| 2    | Marisa Mion          | Italia  |
| 3    | Mariarosa Vigliani   | Italia  |